# Coppa Italia Lega Nazionale Pallacanestro 2007-2008
La Coppa Italia Lega Nazionale Pallacanestro 2007-2008 è stata organizzata per squadre di Serie B d'Eccellenza, B2 e C1.

## Serie B d'Eccellenza
La Coppa Italia di Serie B d'Eccellenza comincia con una prima fase denominata "Summer Cup" a fine agosto. Vi partecipano tutte le 32 iscritte alla Serie B d'Eccellenza 2007-2008.
Le squadre vincenti di ciascuno degli 8 gironi eliminatori si sfidano nelle "final eight", in programma tra il 5 ed il 7 ottobre 2007 a Boario. Le 2 squadre finaliste partecipanno alle final four di Serie B d'Eccellenza (cosiddetta "Winter Cup") insieme alle prime due squadre classificatesi in testa al campionato al termine del girone d'andata.
Gli incontri di finale si sono svolti tra il 19 e l'20 marzo 2008 presso il Palalido di Milano.

### Summer cup
Dopo i gironi di qualificazione, sono ammesse alla fase finale della "Summer cup":
Concentramento A
- Potenza
- Reyer Venezia
- Basket Trapani
- Fulgor Omegna

Concentramento B
- Treviglio
- Virtus Siena
- Fulgor L. Forlì
- Basket Ferentino

|  | Quarti di finale | Quarti di finale | Quarti di finale |           |    | Semifinali      | Semifinali | Semifinali |  |  | Finale | Finale        | Finale |
|  |                  |                  |                  |           |    |                 |            |            |  |  |        |               |        |
|  | 1                | Potenza          | 103              |           |    |                 |            |            |  |  |        |               |        |
|  | 8                | Reyer Venezia    | 78               |           |    |                 |            |            |  |  |        |               |        |
|  | 8                | Reyer Venezia    | 78               |           |    | Potenza         | 59         |            |  |  |        |               |        |
|  |                  |                  |                  |           |    | Potenza         | 59         |            |  |  |        |               |        |
|  |                  |                  | Fulgor Omegna    | 65        |    |                 |            |            |  |  |        |               |        |
|  | 4                | Fulgor Omegna    | Fulgor Omegna    | 65        | 91 |                 |            |            |  |  |        |               |        |
|  | 4                | Fulgor Omegna    |                  |           | 91 |                 |            |            |  |  |        |               |        |
|  | 5                | Basket Trapani   | 83               |           |    |                 |            |            |  |  |        |               |        |
|  |                  |                  |                  |           |    |                 |            |            |  |  |        | Fulgor Omegna | 75     |
|  |                  |                  |                  | Treviglio | 85 |                 |            |            |  |  |        |               |        |
|  | 3                | Fulgor L. Forlì  | 78               |           |    |                 |            |            |  |  |        |               |        |
|  | 6                | Basket Ferentino | 73               |           |    |                 |            |            |  |  |        |               |        |
|  | 6                | Basket Ferentino | 73               |           |    | Fulgor L. Forlì | 68         |            |  |  |        |               |        |
|  |                  |                  |                  |           |    | Fulgor L. Forlì | 68         |            |  |  |        |               |        |
|  |                  |                  | Treviglio        | 81        |    |                 |            |            |  |  |        |               |        |
|  | 2                | Treviglio        | Treviglio        | 81        | 73 |                 |            |            |  |  |        |               |        |
|  | 2                | Treviglio        |                  |           | 73 |                 |            |            |  |  |        |               |        |
|  | 7                | Virtus Siena     | 70               |           |    |                 |            |            |  |  |        |               |        |

Squadre ammesse alla final four ("Winter cup"):
- Finaliste Summer cup: Basket Treviglio e Fulgor Omegna;
- Prime classificate in campionato dopo il girone d'andata: Virtus Siena e Basket Trapani.

### Winter cup
|  | Semifinali     | Semifinali     | Semifinali   |              |                | Finale         | Finale | Finale |  |
|  |                |                |              |              |                |                |        |        |  |
|  | Basket Trapani | Basket Trapani | 77           |              |                |                |        |        |  |
|  | Basket Trapani | Basket Trapani | 77           |              |                |                |        |        |  |
|  | Fulgor Omegna  | Fulgor Omegna  | 51           |              |                |                |        |        |  |
|  | Fulgor Omegna  | Fulgor Omegna  | 51           |              | Basket Trapani | Basket Trapani | 73     |        |  |
|  |                |                |              |              | Basket Trapani | Basket Trapani | 73     |        |  |
|  |                |                | Virtus Siena | Virtus Siena | 88             |                |        |        |  |
|  | Virtus Siena   | Virtus Siena   | Virtus Siena | Virtus Siena | 88             | 72             |        |        |  |
|  | Virtus Siena   | Virtus Siena   |              |              |                |                |        |        |  |
|  | Treviglio      | Treviglio      | 65           |              |                |                |        |        |  |

## Serie B2
Partecipano alla Coppa Italia di Serie B2 tutte le 56 squadre iscritte ai 4 gironi del campionato nazionale di Serie B2.
Le squadre vengono suddivise in 14 gironi da 4 squadre, scelte su base geografica. Si incontrano in partite di andata e ritorno e le vincenti vengono promosse al turno successivo insieme alle 2 migliori seconde. Il secondo turno è formato da 4 concentramenti, sempre su base geografica, di 4 squadre ciascuno. Con il metodo delle final four vengono elette 4 formazioni.
Le ultime 4 formazioni si sfidano in un ulteriore concentramento, a gara unica, da cui usciranno le 2 squadre finaliste. La finale si svolge a Milano il 20 marzo presso il PalaLido, all'interno del programma di finali di coppa organizzato dalla Lega Nazionale Pallacanestro. A vincere il titolo è JesoloSandonà Basket.

### Finale
| Milano 20 marzo 2008 | JesoloSandonà Basket | 79 – 56 referto | Pallacanestro Palestrina | Palalido |

## Serie C1
Partecipano alla Coppa Italia di Serie C1 128 squadre, ovvero tutte le formazioni iscritte al campionato nazionale di Serie C1.
Le squadre vengono suddivise in 32 gironi da 4, scelte su base geografica. Le 32 vincenti dei rispettivi gironi vengono promosse alla seconda fase. Vengono formati 8 concentramenti da 4, sempre su base geografica. Con il metodo delle "final four" vengono qualificate 8 squadre. A sorteggio vengono formati i 2 ultimi concentramenti, dai quali, ancora con il sistema delle "final four", si qualificano le 2 formazioni che si sfideranno nella finalissima di Milano del 19 marzo 2008. A vincere il titolo è Budrio.

### Finale
| Milano 19 marzo 2008 | Pallacanestro Budrio | 72 – 64 referto | Alba Adriatica Basket | Palalido |

## Verdetti
- Vincitrice della Coppa Italia di B d'Eccellenza: Virtus Siena
- Vincitrice della Coppa Italia di B2: JesoloSandonà Basket
- Vincitrice della Coppa Italia di C1: Pallacanestro Budrio